# Rotterdam (or Anywhere)
Pour les articles homonymes, voir Rotterdam.
Rotterdam (or Anywhere) est une chanson du groupe The Beautiful South sortie en 1996 sur leur cinquième album studio Blue Is the Colour. Elle a été écrite par Paul Heaton et Dave Rotheray.
En 1996, elle atteint le cinquième rang du UK Singles Chart. La chanson reste pendant 9 semaines dans le top 40.

## Vidéo-clip
Jacqui Abbott (en) marche le long d'une autoroute et porte un bidon d'essence, alors que le reste du groupe l'attend assis à l'arrière d'une voiture, manifestement en panne de carburant.